# ساندتون

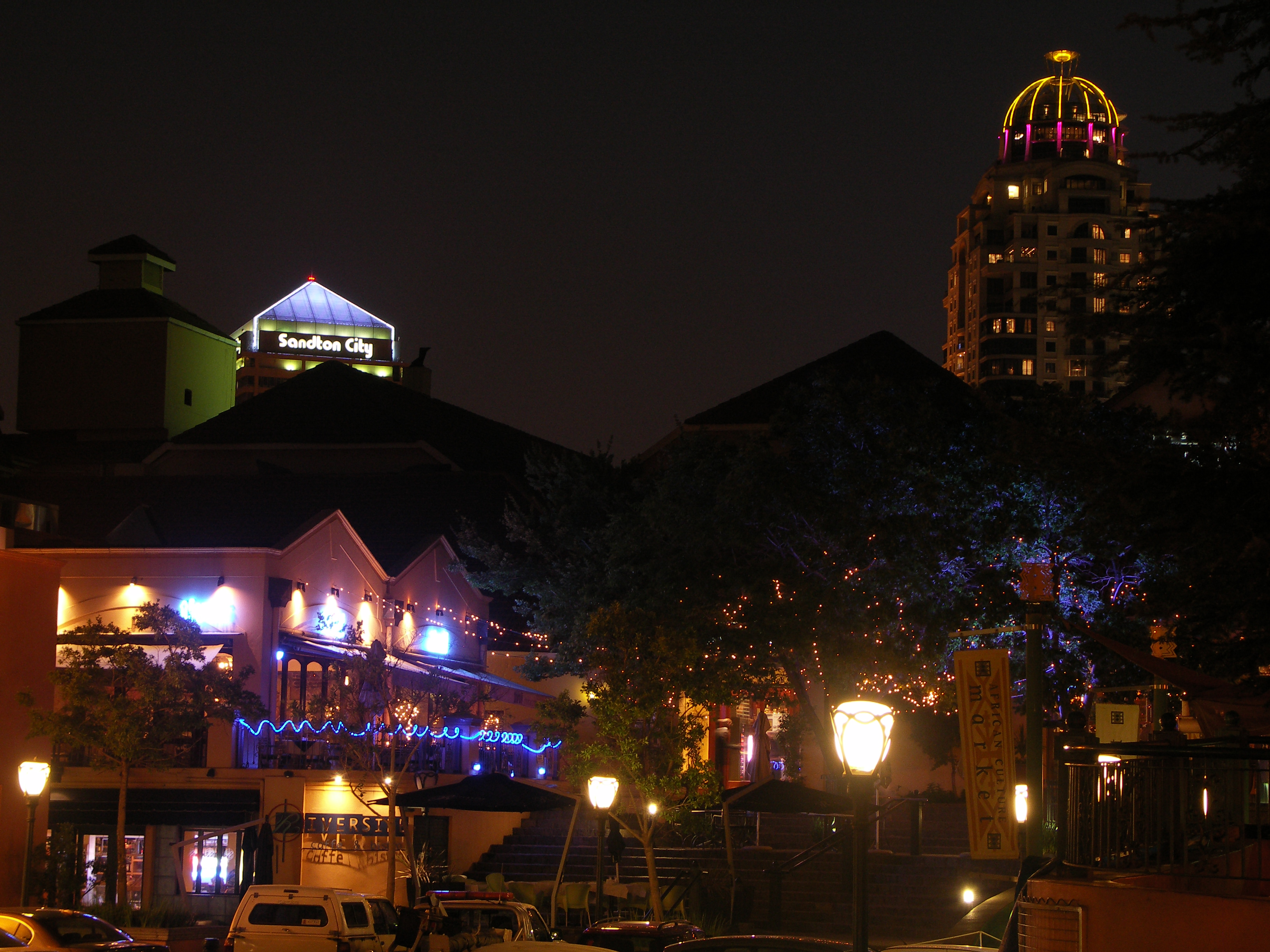
ساندتون ليلا

 ساندتون (بالإنجليزية: Sandton)‏ هي إحدى ضواحي جوهانسبرغ عاصمة جنوب أفريقيا فيها تم سحب قرعة كأس القارات 2009 .

## أعلام
- شيلي راسيل
- ويليام هندرسون
- سيباستين روسو
- أوسكار بيستوريوس